# Мима хумке
46° 53′ 55″ С; 123° 03′ 02″ З / 46.898560° С; 123.05048° З
Мима хумци (енгл. Mima mounds) су ниски, спљоштени природни хумци који се састоје од лабавих и шљунковитих седимената. Ови хумци имају пречнике од 3 до више од 50 метара. Високи су између 30 центиметара и 2 метра. Мима хумци се могу видети са Мима планина.
Теорије о пореклу Мима хумки укључују да су хумке направиле кртице, земљотреси, па чак и да су их направли ванземаљци. Још увек није откривено како су направљени. Иако су хумци уобичајени у Северној Америци, нема доказа да су настали од истих разлога. Слични феномени се појављују на свим континентима па чак и на Марсу. Није јасно зашто се хумци стварају али се у јужној Африци мисли да су настали због различитих климатских и еколошких услова.